# Айола (Іллінойс)
Айола (англ. Iola) — селище (англ. village) в США, в окрузі Клей штату Іллінойс. Населення — 98 осіб (2020).

## Географія
Айола розташована за координатами 38°50′2″ пн. ш. 88°37′40″ зх. д. / 38.83389° пн. ш. 88.62778° зх. д. (38.834005, -88.627835).  За даними Бюро перепису населення США в 2010 році селище мало площу 2,53 км², уся площа — суходіл.

## Демографія
Згідно з переписом 2010 року, у селищі мешкала 141 особа в 54 домогосподарствах у складі 34 родин. Густота населення становила 56 осіб/км².  Було 60 помешкань (24/км²).
Расовий склад населення:
| - 97,9 % — білих |

До двох чи більше рас належало 2,1 %. Частка іспаномовних становила 2,1 % від усіх жителів.
За віковим діапазоном населення розподілялося таким чином: 26,2 % — особи молодші 18 років, 61,7 % — особи у віці 18—64 років, 12,1 % — особи у віці 65 років та старші. Медіана віку мешканця становила 37,4 року. На 100 осіб жіночої статі у селищі припадало 110,4 чоловіків;  на 100 жінок у віці від 18 років та старших — 108,0 чоловіків також старших 18 років.
Середній дохід на одне домашнє господарство  становив 32 363 долари США (медіана — 31 250), а середній дохід на одну сім'ю — 34 993 долари (медіана — 30 417). Медіана доходів становила 26 875 доларів для чоловіків та 23 125 доларів для жінок. За межею бідності перебувало 15,0 % осіб, у тому числі 10,8 % дітей у віці до 18 років та 7,7 % осіб у віці 65 років та старших.
Цивільне працевлаштоване населення становило 38 осіб. Основні галузі зайнятості: виробництво — 36,8 %, оптова торгівля — 15,8 %, роздрібна торгівля — 10,5 %, науковці, спеціалісти, менеджери — 7,9 %.